# Geologija Madagaskarja
Geologijo Madagaskarja sestavljajo različne kamnine predkambrijskega obdobja, ki sestavljajo večji del vzhodnega in središča otoka. Vanje vdirajo bazalti in rioliti mezozojske do kenozojske starosti. Nasprotno pa je zahodni del otoka sestavljen iz sedimentnih kamnin karbonske do kvartarne starosti. Arhejske kamnine se pojavljajo od severovzhodnega dela otoka navzdol proti jugu v strižni coni Ranotsara. Kamnine v severnem delu Madagaskarja so pasovi zelenega kamna iz arhejske ali paleoproterozojske dobe.

## Povzetek
Osrednji in vzhodni del otoka sestojita predvsem iz metamorfnih in magmatskih predkambrijskih temeljnih granitov, migmatitov in skrilavcev, starih od 3 milijard do 550 milijonov let. Večinoma so prekriti z lateritnimi glinavci. Masiv Itremo je sestavljen iz izdankov kvarcita in marmorja, starih 630 milijonov let. Sedimentni bazeni Morondava, Mahajanga in Ambilobe so vzdolž zahodne tretjine otoka in so sestavljeni iz kopenskih usedlin, katerih starost sega od 350 milijonov let nazaj do novejšega časa. Zahodni robovi Madagaskarja vključujejo mezozojske in terciarne apnence. Ti izvirajo v masivih Ankarana in Bemaraha, planoti Namoroka, Analamerana in Ankara (starost 172–162 milijonov let) oziroma planoti Mahafaly (starost 54–38 milijonov let). Poplavni bazalti, ki obdajajo Madagaskar, vključujejo lave Mahajanga (stare od 87,6 do 88,5 milijona let), lave Toliara in dajki Ejeda-Bekily (stare 84,5–84,8 milijonov let) in tok lave Androy (star 84,4 milijona let). Te magmatske kamnine so bile postavljene v času, ko sta bila Indija in Madagaskar skupaj (pred 91 milijoni let) in ko sta bila ločena (pred 84 milijoni let). Novejša vulkanska dejavnost vključuje nastanek masiva Ankaratra v zadnjih 5 milijonih let in Montagne d'Ambre, ki je izbruhnil pred 50 do 2 milijonoma let.

## Tektonika
Sinistralni strižni pas v smeri SZ-JV ločuje severne in južne terane skorje. Območje duktilnega striga Ampanihy je nastalo zaradi dogodkov sploščitve, povezanih z metamorfizmom granulita, izoklinalnim gubanjem, sploščenimi ovoji, strmimi do navpičnimi folacijami in ovojni geometriji anortozitnih teles masivnega tipa.:144

## Paleontologija
Formacija Maevarano, datirana v pozno maastrichtsko dobo, je zagotovila raznolik živalski sklop, vključno z velikansko žabo Beelzebufo, sesalci gondwanathere, dinozavri, krokodili in drugimi skupinami. Srednjejurska formacija Isalo III vsebuje fosilne dinozavre. Tipično gondvansko floro Glossopteris najdemo v permskih formacijah.

## Ekonomska geologija
Madagaskar je vodilni svetovni proizvajalec številnih barvnih dragih kamnov, vključno s safirji, rubini, večbarvnimi turmalini, smaragdi, ametisti, kordieriti, akvamarini in granati. Madagaskar je tudi glavni vir grafita, zaradi česar je drugi največji proizvajalec v Afriki. Poleg tega je Madagaskar tretji največji proizvajalec kromita v Afriki. Titanov oksid je v znatnih količinah v pesku ob plaži v bližini Toalagnara, vendar bi bilo treba uničiti 75 % obalnega gozdnega območja na tem območju, da bi ga izkoriščali, kar pa ni bilo storjeno.
Ogromna naftna polja ležijo zahodno od Madagaskarja, vendar bi za pridobivanje potrebovali vbrizgavanje pare, kar je tehnološko težko in drago. Ocenjuje se, da imata naftni polji Tsimiroro in Bemolanga skupne rezerve 11,5 milijarde sodov.